# Rachel Robinson
Pour les articles homonymes, voir Robinson.
Rachel Robinson est une joueuse américaine de hockey sur gazon. Elle évolue au poste de défenseure au X-Calibur et avec l'équipe nationale américaine.

## Biographie
- Naissance le 3 octobre 1998 à Mount Joy.
- Élève à l'Université de Virginie.

## Carrière
Elle a été appelée en équipe première en juin 2021.